# Gaston Féry
Gaston Féry, född 24 april 1900 i Longwy i Meurthe-et-Moselle, död 29 november 1985 i Paimpol, var en fransk friidrottare.
Féry blev olympisk bronsmedaljör på 4 x 400 meter vid sommarspelen 1920 i Antwerpen.